# Jean Turner
Jean Turner (* 23. Dezember 1939 in Glasgow) ist eine ehemalige schottische Politikerin und parteiloses Mitglied des Schottischen Parlaments.

## Leben
Turner besuchte die Hillhead High School und studierte anschließend Medizin an der Universität Aberdeen. Sie spezialisierte sich dann an der Aberdeen Royal Infirmary auf Anästhesie. In den folgenden Jahren arbeitete sie an verschiedenen Einrichtungen als Ärztin und betrieb zwischen 1974 und 1999 eine eigene Praxis in Glasgower Stadtteil Springburn.

## Politischer Werdegang
Nachdem der Labour-Politiker Sam Galbraith sein Mandat für den Wahlkreis Strathkelvin and Bearsden im Mai 2001 aus gesundheitlichen Gründen zurückgab, wurden in diesem Wahlkreis Neuwahlen fällig. Nachdem die Schließung des Stobhill Hospital in Springburn angekündigt war, beschloss Turner dagegen auf politischer Ebene anzugehen und bewarb sich als parteilose Vertreterin der Initiative Save Stobhill Hospital um das Direktmandat von Strathkelvin and Bearsden. Sie erhielt mit 18,2 % den zweithöchsten Stimmenanteil hinter dem Labour-Kandidaten Brian Fitzpatrick. Bei den regulären Parlamentswahlen 2003 konnte sie ihren Stimmenanteil auf 31,1 % steigern und gewann das Direktmandat mit 438 Stimmen Vorsprung vor Fitzpatrick. Bei den Parlamentswahlen 2007 verlor sie verglichen zu 2003 12,7 % der Stimmen und erhielt nur noch den dritthöchsten Stimmenanteil. Das Direktmandat ging an den Labour-Politiker David Whitton und Turner schied aus dem Parlament aus. 